# آدم دونكان
آدم دونكان (8 يونيو 1852 - 21 فبراير 1940) (بالإنجليزية: Adam Duncan)‏ هو لاعب كريكت بريطاني.

## وصلات خارجية
- آدم دونكان على موقع إي آس بي آن كريك إنفو (الإنجليزية)